# Shariff Aguak
Shariff Aguak é um município de  terceira classe de renda municipal (d) na província Maguindanao do Sul, nas Filipinas. De acordo com o censo de 1 de maio  de  2020 possui uma população de 33 982 pessoas e 5 347 domicílios.